# Zygnematophyceae
Las algas conjugadas (taxón Zygnematophyceae o Conjugatophyceae) es una clase de algas verdes unicelulares y multicelulares de agua dulce que se reproducen por conjugación (cistogamia). A veces se consideró una división con el nombre Gamophyta.
Al igual que las algas Charales, están genéticamente próximas a las plantas terrestres. Contiene dos órdenes: Zygnematales (con filamentos ramificados) y Desmidiales (unicelulares).